# 奧雷爾鎮區 (伊利諾伊州韋恩縣)
奧雷爾鎮區（英語：Orel Township）是位於美國伊利諾伊州韋恩縣的一個行政鎮區。

## 地方資料
根據2010年美國人口普查的數據，奧雷爾鎮區的面積為122.20平方千米，當中陸地面積為122.20平方千米，而水域面積為0.00平方千米。當地共有人口1398人，而人口密度為每平方千米11.44人。